# Боговинско езеро
Боговинското езеро, наричано също Богонско езеро (на македонска литературна норма: Боговињско, Богоњско), също и Езерце и Езеро, е най-голямото ледниково езеро в планината Шар и в Северна Македония.

## Характеристики
Езерото се намира между Брустовец и Мала Смрека на 1936 m надморска височина. В направление югозапад-североизток е дълго 245 m и широко 210 m. Най-голямата дълбочина е 2,2 метра. Има площ от 66 880 m². Намира се в скалист басейн с издължена форма и голяма разлика в широчината, като с това се различава от всички останали шарски езера. От западния дял езерото започва с широчина от 170 m, след това се разширява в средата, за да стигне само 10 m в източния дял.
Западният бряг е изцяло мочурлив и обрасъл с тръстика и чемерика.
Боговинското езеро има много притоци, но основният му приток и отток е едноименната Боговинска река, която се влива във Вардар край село Радиовце. Водата се ползва от жителите на Раковец за напояване.
Гьорче Петров, българският революционер и събирач на географски и етнографски материали, описва езерото в книгата си „Материали по изучаванието на Македония“ като едно от забележителните: „Езерцето“ надъ с. Богоня въ Езерце-планина, отъ което и планината си е добила названието. То е най-голѣмо от извѣстнитѣ Шарски езера; има обиколка около 1/2 часъ, а дълбочината му е неизвѣстна“, а след това разказва и легендата за него. Езерце-планина е наричана днес Езерски рид. 

## Предания
Легенди за езерото са записвали българският фолклорист от Прилеп Марко Цепенков и Гьорче Петров. Гьорче Петров разказва преданието, че един овчар, както седял на брега на езерото и свирел на кавал, посегнал да си вземе хляб от торбата и изпуснал кавала. Когато след време се прибрал у дома си в село Рахча, в източното подножие на Жеден планина, с удивление видял кавала си закачен на стената – оказало се, че той бил намерен на извора, което показва връзката му с езерото. И друго предание разказват на Гьорче Петров: в село Гиновци, в западното подножие на Жеден планина, близо до Вардар има пещера, през чийто отвор отгоре се вижда течаща по дъното ѝ река. Петров пише: „Жеденъ е надѣсно отъ Вардаръ и е отдѣленъ отъ Шаръ съ Тетовското поле. Прочее, тукъ имаме едно много интересно географическо явление, ако туй прѣдание е вѣрно. Вода доста силна вода излиза отъ висока планина, пресѣча полето напрѣку и при подземно течение минава подъ дъното на Вардаръ, прѣсича широката каменеста планина Жеденъ и се явява отъ другата ѝ страна. Тоа, споредъ мене, е важно явление което заслужва сериозно внимание отъ страна на Геолозитѣ. Вѣрността на туй прѣдание се потвърдява съ течението на водата въ казаната пещера и съ сходностьта на прѣданията въ крайнитѣ мѣста. Въ Рахча вѣрват, че водата имъ иде отъ Шаръ, а въ Шаръ вѣрватъ, че водата отъ езерото слиза въ Рахча – съвпадение, което не може да бъде туку тъй случайно, защото селянитѣ въ Рахча и онѣзи около езерото иматъ слаби сношения помежду си“.